# Đại học Âm nhạc Tokyo

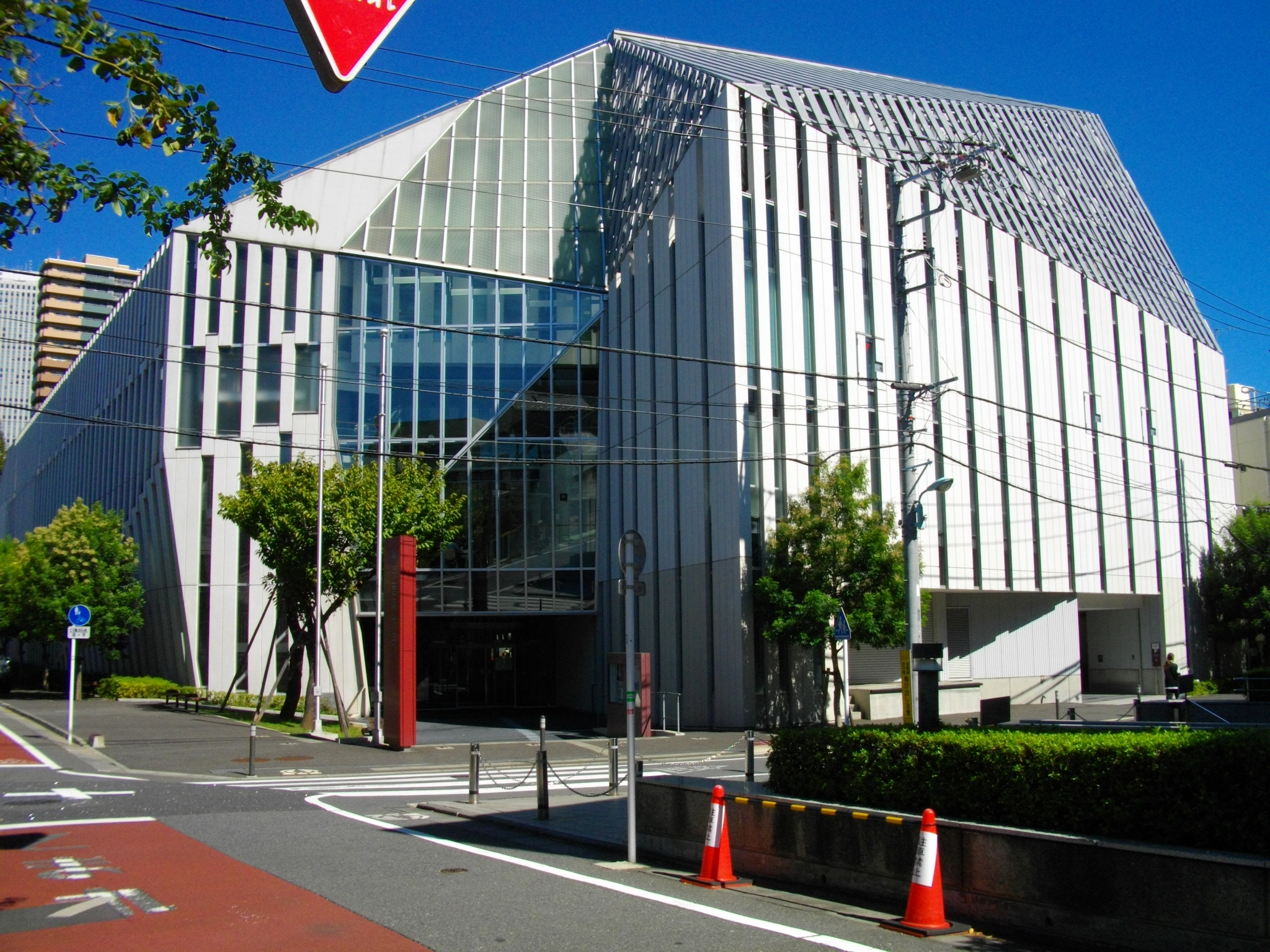
Đại học Âm nhạc Tokyo.

Đại học Âm nhạc Tokyo (tiếng Nhật: 東京音楽大学) là một trường đại học được thành lập ở Kanda, Tokyo, Nhật Bản năm 1907. Đây là trường nhạc tư thục xưa nhất ở Nhật Bản. Trường đã dời đến địa điểm hiện nay ở Ikebukuro, Tokyo năm 1924 sau khi khu trường sở ban đầu bị phá hủy bởi Trận động đất Đại Kanto.

## Các ngành học
- Thanh nhạc
- Nhạc khí
- Sáng tác âm nhạc và chỉ huy dàn nhạc
- Giáo dục âm nhạc

## Các khoa
- Khoa Nghiên cứu âm nhạc
- Khoa thanh nhạc
- Khoa nhạc khí
- Khoa sáng tác âm nhạc và chỉ huy dàn nhạc

## Các cơ quan trực thuộc
- Thư viện Đại học âm nhạc Tokyo
- Viện nghiên cứu âm nhạc dân tộc thuộc Đại học âm nhạc Tokyo
- Cao đẳng âm nhạc thuộc Đại học âm nhạc Tokyo
- Vườn âm nhạc nhi đồng thuộc Đại học âm nhạc Tokyo
- Phòng giáo dục âm nhạc thuộc Đại học âm nhạc Tokyo